# Толбоев, Тайгиб Омарович
Тайги́б Ома́рович Толбо́ев (8 августа 1955, Согратль, Дагестанская АССР — 20 мая 2021, Согратль, Дагестан) — советский и российский военный лётчик и лётчик-испытатель, Герой Российской Федерации (9.05.2007). Полковник.

## Биография
Тайгиб Омарович Толбоев родился 8 августа 1955 года в ауле Согратль (ныне — Гунибский район Дагестана). Отец — Омар Магомедович Толбоев, шофёр. Мать — Джавгарат Алиевна Толбоева, колхозница.
С 1974 года — в Вооружённых Силах. В 1978 году окончил Ейское высшее военное авиационное училище лётчиков. После училища служил в строевых частях.
С 1985 года на лётно-испытательской работе — лётчик-испытатель представительства заказчика № 350 Министерства обороны СССР.
Принимал участие в испытаниях 35 различных типов и модификаций вертолётов и самолётов, в том числе «Су-25», «Су-27», «Су-30», «Су-39», «Су-7Б», «Су-7У», ряда моделей «МиГов» и ракетного вооружения на самолётах «Су».
8 августа 1995 года попал в авиакатастрофу, но выжил. Участвовал в боях второй чеченской войны, в августе — сентябре 1999 года эвакуировал мирных жителей и раненых из района боевых действий.
Указом Президента Российской Федерации № 599 от 9 мая 2007 года, «за мужество и героизм, проявленные при испытании новых образцов авиационной техники», полковник Тайгиб Толбоев был удостоен высокого звания Героя Российской Федерации с вручением медали «Золотая Звезда».
Толбоев продолжал службу в Вооружённых Силах, занимая должность старшего лётчика-испытателя — заместителя начальника 350 военного представительства Министерства обороны Российской Федерации, аккредитованного при Улан-Удэнском авиационном заводе.
Проживал в городе Улан-Удэ, избирался депутатом Народного Хурала Бурятии IV созыва (2007—2013). Работал в комитете по межрегиональным связям, национальным вопросам, молодежной политике, общественным и религиозным объединениям.
Старший брат — лётчик-испытатель Герой России Магомед Толбоев.
Скончался 20 мая 2021 года после продолжительной болезни.

## Награды и звания

### Ордена и медали
- медаль «Золотая Звезда» Героя Российской Федерации — за мужество и героизм, проявленные при испытании новых образцов авиационной техники, (Указ Президента РФ № 599 от 9 мая 2007 года);
- орден «За военные заслуги»;
- орден «За заслуги перед Республикой Дагестан»;
- медаль «За боевые заслуги»;
- медаль «Ветеран Вооружённых Сил СССР»;
- медаль «60 лет Вооружённых Сил СССР»;
- медаль «70 лет Вооружённых Сил СССР»;
- медаль «200 лет Министерству обороны»;
- медаль «200 лет МВД России»;
- медаль «За безупречную службу» I, II и III степеней;
- медаль «80 лет Вооружённых сил СССР»;
- памятная медаль «90 лет Советских Вооружённых Сил»;
- юбилейная медаль «350 лет добровольного вхождения Бурятии в состав Российского государства»;
- юбилейная медаль «90 лет Республике Бурятия».

### Звания и степени
- Заслуженный лётчик-испытатель Российской Федерации (2002),
- Народный герой Дагестана (2006),
- Почётный гражданин Республики Бурятия (2020).